# Rhinopalpa polynice
Rhinopalpa polynice is een vlinder uit de familie Nymphalidae. De wetenschappelijke naam van de soort is voor het eerst geldig gepubliceerd in 1780 door Pieter Cramer.